# Bamaha
Ne doit pas être confondu avec Bahamas.
Bamaha (bamag, Maha) est un petit village de la région de l'ouest du Cameroun, situé dans l'arrondissement de Bazou dans le département du Ndé, en 'pays' Bamiléké.Son emplacement actuel s’explique par les différentes migrations et guerres dont le peuple Maha a été l’objet durant des siècles. La plus connue est celle de neuf ans avec les Bazous, qui obligea les Bamahas à progresser plus au sud pour s’installer là où ils sont aujourd’hui. La plupart des fils du village vivent à Banganté, Badounga,Bafia, etc. où ils avaient été obligés de s’installer.
La plus récente et indubitablement la plus mouvementée, date de 1959. Elle a atteint son apogée en 1962, lorsque l’administration camerounaise décida de déguerpir le village peuplé alors de 1200 âmes environ et de le vouer à l’abandon et à la ruine totale.
Ce n’est qu’à partir de 1985 qu’à la faveur du calme retrouvé et de la réalisation du tronçon de route Bazou-Ngabitou par l’administration, que les Bamahas ont jugé indispensable de reprendre le chemin de leur village. Cette politique de retour aux sources a été coordonnée sur le plan national par le Comité de Développement du Village Maha (CO.DE.VI.MA) et sur le plan local par les associations des jeunes, des femmes et des hommes.
À l’instar de ceux qui ont été détruits lors de la guerre d’indépendance, le village Maha rencontre d’énormes problèmes d’accès au terroir. Ces difficultés les obligent à continuer à s’éparpiller dans le territoire national malgré la volonté de retour au village.

## Dynastie
La Chefferie Bamaha (maha, Bamack, Mag), est une des 13 qui forment l'identité culturelle et traditionnelle du département du Ndé dans la region de  l'ouest du Cameroun. Elle a pris racine vers 1536 depuis l'empire défunt du Mali.
La Chefferie Maha, parrain de la chefferie Babitchoua, cousine maternelle des Chefferies Balengou, Bandjoun et Bafoussam, alliée des Chefferies "DIBAH", Bangangté, Bakong, Batoum, soutiendra 9 ans de guerres contre Bazou, également alliée des Chefferies "NGUEM" : Bangoulap, Bamena, Bakassa, Bangou et tombera sous le coup de leur coalition et des trahisons internes pour aller se reconstituer sur un terrain acheté à sept chefs et 27 notables au prix de 99 000 000 cauris et 99 chèvres. Ce nouveau territoire d'environ 15 km sur 20 km est situé au Sud de l'actuel Arrondissement de Bazou, et a comme limites : au Nord Bagnoun et Noumlac, Moya à l'Ouest, au Sud Bossinga, ntoungou et à l'Est Botchui et Bandounga.
De 1595 à nos jours la dynastie Bamaha ou encore le trône de " MVEU NDJAH" a connu 9  rois dont voici les noms et périodes de règne:
- Ndjatcha Ier 1595-1650
- Mekamchoum II 1650-1689
- Ndjatcha II 1689-1725
- Tchatchou Ier dit Tchamawa 1760-1805
- Tchatchou II dit Tchanda 1805-1875
- Tankoua Ier dit Tadjehi 1875-1902
- Tankoua II dit Takwetcha 1902-1939
- Tankoua III dit Tayetgoueu 1940-2014
- Kueda Jean 2015...

### Eloge/Ndab:(patronyme en paysBamilékéà l'ouest duCameroun)
Comme dans tous les autres villages du département du Ndé (ouest-cameroun) nous retrouvons des Ndabs [Quoi ?] à Bamaha :
Mère : "Ngoutsou kemi"  (femme guerrière, amazone)
Fille : "Ndjanou/ Makena"
Fils : "Tanoukeu"

## Géographie
Sur le plan géographique, le village Maha comprend deux secteurs bien distincts reliés par le mont Djabeunkweda au centre : un secteur Nord, zone de savane herbeuse,d’élevage domestique et de cultures vivrières et maraîchères, et un secteur Sud, zone de grosse pierres, de forêt dense et giboyeuse et de cultures vivrières et de rente.
Bamaha est situé au sud de l'arrondissement de Bazou, et limité au nord par Bagnoun et Noumlac à l'ouest par Moya, au sud par Bossinga à l'est par Botchui et Bandounga et au sud par le département du Nkam. Le territoire Bamaha est d'environ 15 km sur 20 km.

## Climat
Le climat de Bamaha est de type tropical de transition fortement influencé par la topographie ; on y distingue divers micro-climats, allant des zones de basses altitudes, à forte pluviométrie, chaudes et humides au sud, aux zones à faible pluviométrie froides et brumeuses au nord.
Le régime pluviométrique est mono-modal : on y distingue une saison sèche de 4 mois de mi-novembre à mi-mars et une saison des pluies de 8 mois de mi-mars à mi-novembre, avec août le mois plus arrosé et janvier le mois le plus sec et chaud. La température moyenne annuelle est comprise entre 15,8 °C et 24,5 °C, avec des pointes de températures atteignant parfois 37 °C.
Avec son climat varié, Maha dispose d’un sol très fertile et propice aux pratiques agro-pastorales. Il regorge des richesses diverses qui sont : la forêt giboyeuse mise à mal par les braconniers, les cours d’eau poissonneux sablonneux, les sites touristiques non exploités et des exploitations agricoles